# Petr Martinec
Petr Martinec (* 11. Oktober 1975) ist ein tschechischer Badmintonspieler.

## Karriere
Petr Martinec wurde 2000 tschechische Meister im Herrendoppel mit Jan Fröhlich. Mit ihm nahm er auch an der Weltmeisterschaft 2001 teil und wurde im selben Jahr noch einmal nationaler Meister im Doppel.

## Sportliche Erfolge
| Saison | Veranstaltung                      | Disziplin    | Platz | Name                         |
| ------ | ---------------------------------- | ------------ | ----- | ---------------------------- |
| 2000   | Tschechische Einzelmeisterschaften | Herrendoppel | 1     | Jan Fröhlich / Petr Martinec |
| 2001   | Weltmeisterschaft                  | Herrendoppel | 33    | Jan Fröhlich / Petr Martinec |
| 2001   | Tschechische Einzelmeisterschaften | Herrendoppel | 1     | Jan Fröhlich / Petr Martinec |